# 阿列克谢·沃洛茨科夫
阿列克谢·阿纳托利耶维奇·沃洛茨科夫（羅馬化：Aleksey Anatol'yevich Volotskov；1981年7月5日—）是俄罗斯政治人物，第八届国家杜马代表。
2001年至2003年，沃洛茨科夫担任统一俄罗斯党青年近卫军地区支部负责人。2006年至2011年，他担任伏尔加格勒州青年议会议员。2008年至2019年，他担任第四届、第五届和第六届伏尔加格勒市杜马代表。2009年至2014年，他兼任伏尔加格勒州青年代表委员会主席。2015年至2018年，沃洛茨科夫担任伏尔加格勒市副市长。 2019年至2021年，他担任第六届伏尔加格勒州杜马代表。2021年9月起，他担任第八届国家杜马代表。 

## 制裁
沃洛茨科夫于2022年因俄乌战争而受到欧盟制裁。